# Kent Kinnear
Kent Kinnear (Naperville, 30 novembre 1966) è un ex tennista statunitense.
Ottenne il suo best ranking in singolare il 13 luglio 1992 con la 163ª posizione; mentre nel doppio divenne, il 10 agosto 1992, il 24º del ranking ATP.
Nel corso della sua carriera, in singolare, è riuscito a vincere solo due tornei del circuito challenger, a Puebla e a Perth; è nel doppio, tuttavia, che è riuscito ad ottenere maggiori successi, conquistando quattro tornei ATP e raggiungendone altre quindici volte la finale; tra di queste sono da ricordare le finali raggiunte in coppia con lo statunitense Sven Salumaa nel 1992 nei tornei ATP Masters Series di Indian Wells e Miami. Nello stesso anno raggiunse le finali anche nei tornei di Scottsdale e Vienna; ciò gli permise di raggiungere il suo best ranking.

## Statistiche

### Singolare

#### Vittorie (0)
| Legenda tornei minori |
| Challenger (2)        |
| Futures (0)           |

| Numero | Data             | Torneo                         | Superficie | Sfidante in finale | Punteggio |
| 1.     | 25 novembre 1991 | Puebla Challenger 1991, Puebla | Cemento    | Luis Herrera       | 6-1, 7-5  |
| 2.     | 30 novembre 1992 | Perth Challenger 1992, Perth   | Erba       | David Adams        | 6-2, 6-4  |

### Doppio

#### Vittorie (4)
| Legenda                        |
| Grande Slam (0)                |
| ATP World Tour Finals (0)      |
| ATP World Tour Master 1000 (0) |
| ATP World Tour 500 Series (0)  |
| ATP World Tour 250 Series (4)  |

| Numero | Data             | Torneo                              | Superficie    | Compagno           | Avversari in Finale            | Punteggio |
| 1.     | 9 settembre 1991 | Brasilia Open, Brasilia             | Terra rossa   | Roger Smith        | Ricardo Acioly Mauro Menezes   | 6-4, 6-3  |
| 2.     | 17 ottobre 1994  | China Open, Pechino                 | Sintetico (i) | Tommy Ho           | David Adams Andrej Ol'chovskij | 7-6, 6-3  |
| 3.     | 31 luglio 1995   | Countrywide Classic, Los Angeles    | Cemento       | Brent Haygarth     | Scott Davis Goran Ivanišević   | 6-4, 7-6  |
| 4.     | 8 settembre 1997 | Brighton International, Bournemouth | Terra rossa   | Aleksandar Kitinov | Alberto Martín Chris Wilkinson | 7-6, 6-2  |

| Legenda tornei minori |
| Challenger (5)        |
| Futures (0)           |

| Numero | Data             | Torneo                                       | Superficie    | Compagno          | Avversari in Finale               | Punteggio     |
| 1.     | 24 aprile 1989   | Aberto de São Paulo 1989, Itu                | Cemento       | David Wheaton     | Nelson Aerts Marcos Hocevar       | 6-3, 6-4      |
| 2.     | 6 novembre 1989  | Bossonnens Challenger 1989, Bossonnens       | Cemento (i)   | Bret Garnett      | Brett Dickinson Bryan Shelton     | 7-6, 6-3      |
| 3.     | 12 ottobre 1992  | Challenger DCNS de Cherbourg 1992, Cherbourg | Sintetico (i) | Christian Saceanu | Joost Winnink Tomáš Anzari        | 6-1, 6-4      |
| 4.     | 7 dicembre 1992  | Guangzhou Challenger 1992, Canton            | Cemento       | Christian Saceanu | Richard Matuszewski John Sullivan | 6-7, 6-3, 6-4 |
| 5.     | 13 novembre 1995 | Nantes Challenger 1995, Nantes               | Cemento (i)   | Sébastien Lareau  | Nicola Bruno Chris Woodruff       | 6-2, 3-6, 7-6 |

#### Finali perse (15)
| Numero | Data             | Torneo                                                                   | Superficie    | Compagno           | Avversari in Finale                  | Punteggio     |
| 1.     | 9 aprile 1990    | Japan Open Tennis Championships, Tokyo                                   | Cemento       | Brad Pearce        | Mark Kratzmann Wally Masur           | 4-6, 3-6      |
| 2.     | 15 aprile 1991   | Seoul Open, Seul                                                         | Cemento       | Sven Salumaa       | Alex Antonitsch Gilad Bloom          | 6-7, 1-6      |
| 3.     | 12 agosto 1991   | Indianapolis Tennis Championships, Indianapolis                          | Cemento       | Sven Salumaa       | Ken Flach Robert Seguso              | 6-7, 4-6      |
| 4.     | 24 febbraio 1992 | Tennis Channel Open, Scottsdale                                          | Cemento       | Sven Salumaa       | Mark Keil Dave Randall               | 6-4, 1-6, 2-6 |
| 5.     | 2 marzo 1992     | Newsweek Champions Cup and the Matrix Essentials Evert Cup, Indian Wells | Cemento       | Sven Salumaa       | Steve DeVries David Macpherson       | 6-4, 3-6, 3-6 |
| 6.     | 13 marzo 1992    | Lipton International Players Championships, Miami                        | Cemento       | Sven Salumaa       | Ken Flach Todd Witsken               | 4-6, 3-6      |
| 7.     | 19 ottobre 1992  | Vienna Open, Vienna                                                      | Sintetico (i) | Udo Riglewski      | Ronnie Båthman Anders Järryd         | 3-6, 5-7      |
| 8.     | 18 aprile 1994   | Seoul Open, Seul                                                         | Cemento       | Sébastien Lareau   | Stéphane Simian Kenny Thorne         | 4-6, 6-3, 5-7 |
| 9.     | 4 luglio 1994    | Hall of Fame Tennis Championships, Newport                               | Erba          | David Wheaton      | Alex Antonitsch Greg Rusedski        | 4-6, 6-3, 4-6 |
| 10.    | 9 ottobre 1995   | Tel Aviv Open, Tel Aviv                                                  | Cemento       | David Wheaton      | Jim Grabb Jared Palmer               | 4-6, 5-7      |
| 11.    | 8 gennaio 1996   | Jakarta Open, Giacarta                                                   | Cemento       | Dave Randall       | Rick Leach Scott Melville            | 1-6, 6-2, 1-6 |
| 12.    | 8 aprile 1996    | Hong Kong Open, Hong Kong                                                | Cemento       | Dave Randall       | Patrick Galbraith Andrej Ol'chovskij | 3-6, 7-6, 6-7 |
| 13.    | 22 aprile 1996   | Seoul Open, Seul                                                         | Cemento       | Kevin Ullyett      | Rick Leach Jonathan Stark            | 4-6, 4-6      |
| 14.    | 7 luglio 1997    | Hall of Fame Tennis Championships, Newport                               | Erba          | Aleksandar Kitinov | Justin Gimelstob Brett Steven        | 3-6, 4-6      |
| 15.    | 2 marzo 1998     | Tennis Channel Open, Scottsdale                                          | Cemento       | David Wheaton      | Cyril Suk Michael Tebbutt            | 6-4, 1-6, 6-7 |